# 오즈드구

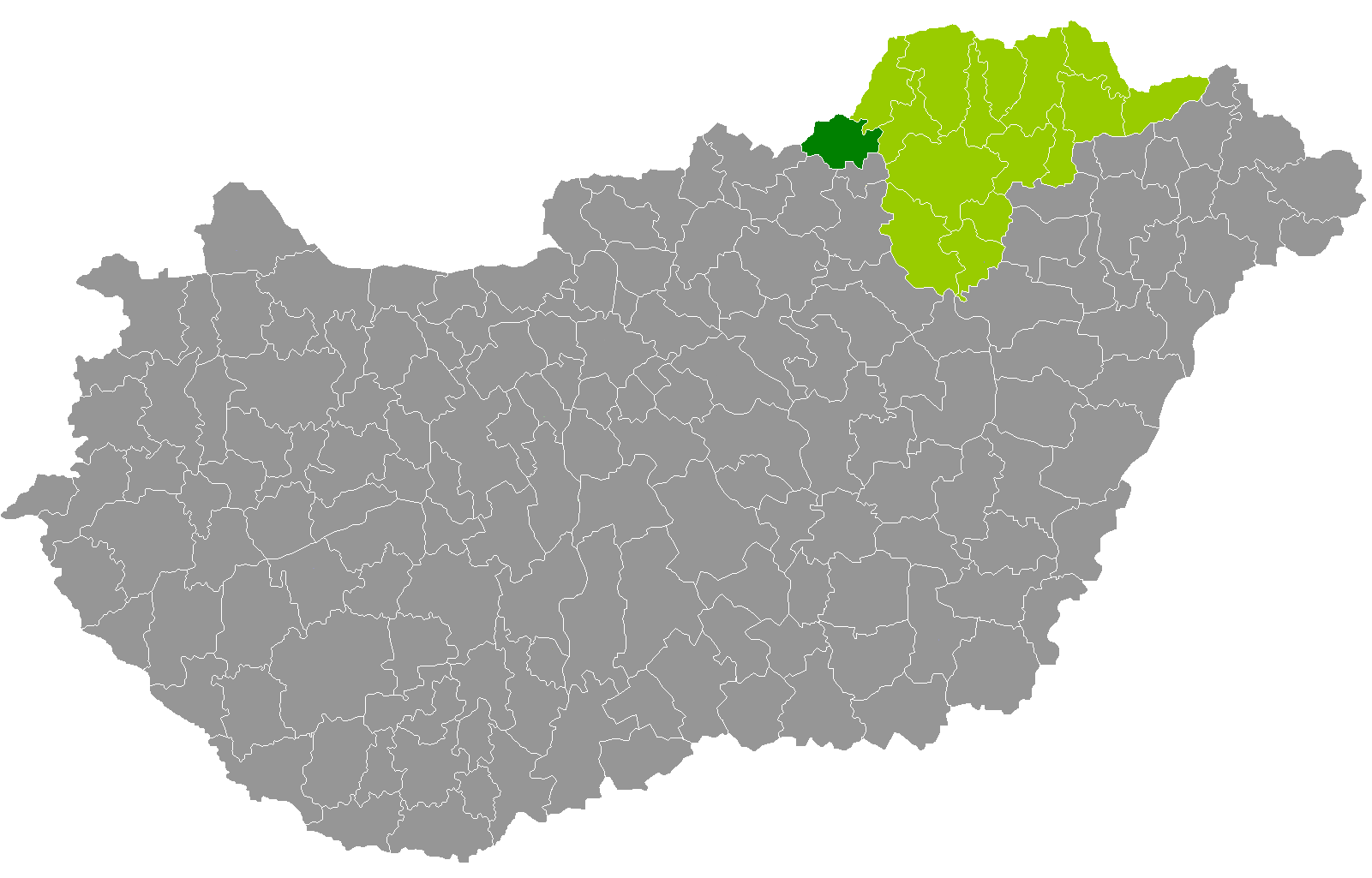
보르쇼드어버우이젬플렌주 지도에 표시된 오즈드구의 위치

오즈드구(헝가리어: Ózdi járás)는 헝가리 보르쇼드어버우이젬플렌주에 위치한 구로 구청 소재지는 오즈드이며 면적은 385.57km2, 인구는 54,285명(2011년 기준), 인구 밀도는 141명/km2이다.
북동쪽으로는 에델레니구, 동쪽으로는 커진츠버르치커구, 남쪽으로는 벨러파트펄버구, 헤베시주 페테르바샤러구, 서쪽으로는 노그라드주 셜고터랸구와 접하며 북서쪽으로는 슬로바키아와 국경을 접한다. 17개 지방 자치체(2개 시, 15개 마을)를 관할한다.

구 문장